# Высиживай свои неприятности
«Высиживай свои неприятности» (англ. Hatch Up Your Troubles) — сорок первый мультфильм из серии короткометражек «Том и Джерри» Уильяма Ханны и Джозефа Барберы. Мультфильм был спродюсирован в 1948 году и вышел  14 мая 1949 года.

## Сюжет
В начале мама-дятлиха оставляет своё гнездо на 10 минут, когда улетела на ланч. Её яйцо начинает странно себя вести и прыгать по гнезду. Наконец, яйцо прыгает на паутину, та разрывается, но яйцо безопасно приземляется в бутон тюльпана, а оттуда оно скатывается по листу алоэ в дом Джерри. Тем временем мышонок спит. Яйцо скатывается в центр его кровати, и мышонок поворачивается именно туда. Внезапно, Джерри обнаруживает, что под ним что-то прыгает, и тут мышонок обнаруживает, что он сидит на яйце. Джерри тут же спрыгивает с беспокойного яйца, и из него вылупляется малыш-дятлик, который (вследствие импринтинга) принимает Джерри за свою маму.
Не успел Джерри понять, что к чему, а малыш уже вознамерился склевать всю его мебель (к счастью, Джерри не допустил полного погрома своей квартирки). Птенец даже чуть не склевал руку мыша вместе с кусочком печенья! Джерри не может оставить малыша у себя из-за его склонности все долбить своим клювом, и поэтому он относит дятлика назад к гнезду. Но малыш не желает разлучаться с «мамой» и поэтому тайно следует за Джерри до его норки.
Вот Джерри приходит домой и видит, что малыш-дятел всюду за ним следовал! Мышонок не может этого стерпеть; он выгоняет малыша из своего дома и закрывает дверь прямо перед его носом. Грустный дятлик от нечего делать проклёвывает дырку в ратовище грабель и бесцельно бредёт по двору. В один момент, Том лежит на шезлонге и читает журнал, вот к месту его отдыха подходит малыш и склевывает немного от ножки шезлонга. Злобный Том выливает на дятла сок из стакана. Рассерженный дятел склевывает всю ножку шезлонга; две половинки шезлонга сдавливают Тома и заставляют его проглотить стакан. Малыш сразу же убегает от рассвирепевшего Тома. Дятлик кричит на бегу «Мама! Мама! Мама!»
Джерри открывает дверь, услышав шум, и видит погоню. Мышонок горизонтально ставит на пути Тома грабли, и Том цепляется за них горлом. Его внимание переходит на Джерри, и он цепляется за мышонка граблями. Джерри изо всех сил пытается вырваться из хватки, и наконец, ему помогает малыш-дятел, склевав основание грабель. Том теряет опору, идет назад, и врезается в почтовый ящик, становясь похожим на американскую пастушку. Но он тут же приходит в сознание и, изловчившись, кидает в дятла и Джерри шест от грабель. Джерри уже готов покончить с жизнью, но тут дятлик склевывает шест на лету. Раздраженный Том бегает за дятлом вокруг дерева, и в один момент останавливается и проглатывает все ещё летящего малыша. Том думает, что все кончено, но дятел задает ему хорошего перцу, исклевав Тома изнутри. Том решает, что решить проблему можно, утопив дятла внутри, и поэтому Том выпивает ведро воды. Но тут его опять клюёт дятел изнутри, и из Тома через проделанные дятлом дырочки вытекает всё, что он выпил (это же гэг появится в серии «Posse Cat»).
Наконец, Джерри выпускает дятла, заставив Тома открыть рот, сломав хвост кота. Дятел, словно дрель, продалбливает изнутри дырку в зубах кота и вылетает оттуда. Том переключает внимание на виновника — Джерри. Джерри бежит на пень, и, не смотря вперед, сталкивается с застрявшим топором. Том берет топор и хочет бы разрубить мыша, но ему постоянно мешает дятел своим долбящим клювом. Наконец, Том надевает ему на клюв пробку и привязывает к электрическому столбу. Дятел сразу выпутывается из веревки и снимает с клюва пробку. Он не может спокойно смотреть на то, как его «маме» угрожает Том, и поэтому он при помощи математических расчётов находит нужную точку на столбе и спиливает его клювом. Столб падает прямо на Тома и вдалбливает кота в землю. Дятел подбегает к Джерри, который рад его видеть. Но вот за своим дятликом прилетает мама-дятлиха и ему пора лететь. Дятлик понимает, кто — его мама, и улетает вместе с ней.
Джерри вроде бы и рад, но он ведь привязался к малышу. Но малыш о нём не забыл; он подлетает и целует Джерри на прощание. Радостный Джерри машет улетающим дятлам рукой на прощание.

## Факты
- Мультфильм является пародией на «Merrie Melodies»[источник не указан 2354 дня].
- Мультфильм был номинирован на Оскар в 1949-м, но проиграл мультфильму «For Scent-imental Reasons» от Warner Bros..
- Мотив импринтинга будет вновь обыгрываться в серии «That’s My Mommy» (Это — моя мамочка), где утёнок Крякер принимает Тома за свою маму.
- Название журнала, который читал Том — «Saturday Evening Puss». Эпизод с таким же названием выпущен в 1950 году.
- Сцена с срубленным столбом, который вдалбливает Тома в землю будет использована в эпизоде «Little Quacker».